# Arc 1600

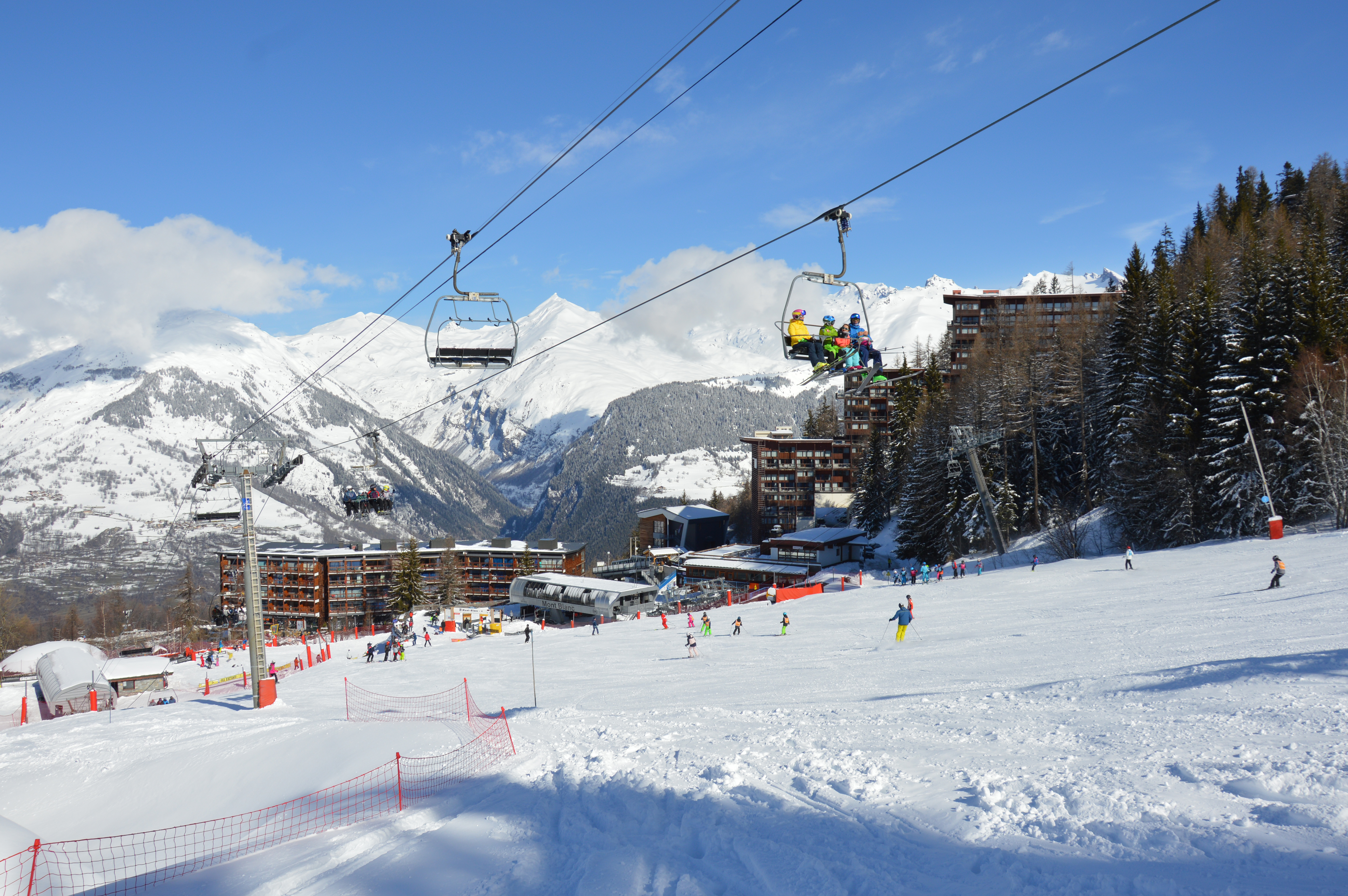
Front de neige d'Arc 1600.

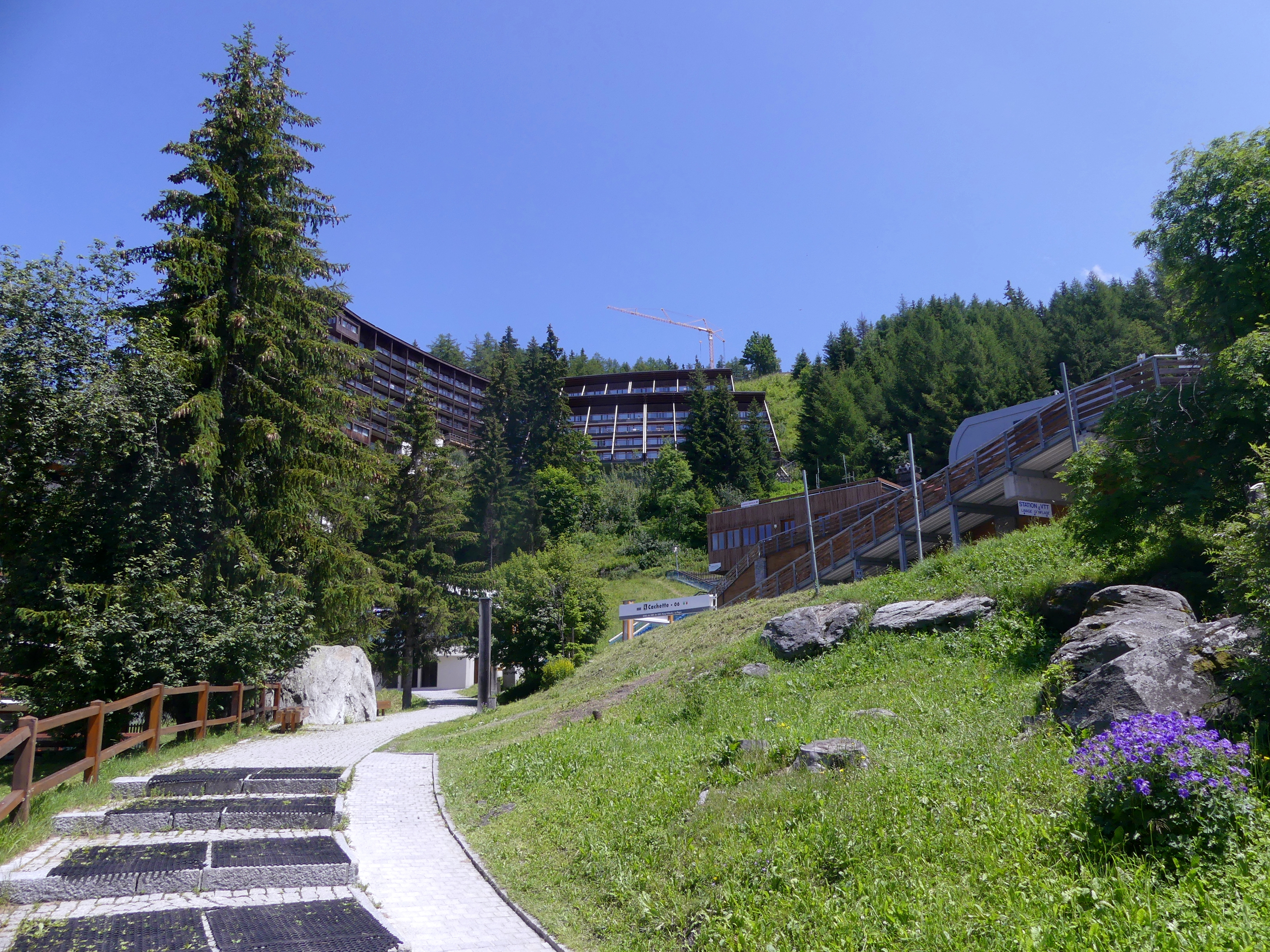
Arc 1600 en été.

Arc 1600 est un des sites de la station des Arcs et se situe sur le versant nord du massif de la Vanoise en Tarentaise dans la partie est du département de la Savoie.
Premier site des Arcs à avoir été créé, Arc 1600 est une station intégrée dite de troisième génération et est installée sur la commune de Bourg-Saint-Maurice.

## Situation
La station de sports d'hiver d'Arc 1600 est située dans le massif de la Vanoise, sur les versants de la vallée de la Tarentaise, dans la partie orientale du département de la Savoie.
La station compte 5 000 lits et plus de 30 commerces[réf. nécessaire].

## Histoire

### Génèse
Arc 1600 est construit en 1968 dans la continuité du Plan neige et est le premier site des Arcs à avoir été inauguré. Le site est imaginé par Roger Godino, homme d'affaires originaire de la région, qui voit un potentiel de développement des sports d'hiver. Il collabore avec Robert Blanc, guide et moniteur de ski de Bourg-Saint-Maurice, qui lui fait découvrir le site et souhaitant également développer une station,,. Le projet suscite toutefois des critiques localement : pour construite la station intégrée, le projet nécessite d'expulser les alpages déjà présents. Le projet ne fait également pas l'unanimité dans la ville de Bourg-Saint-Maurice.
Arc 1600 est la plus basse des quatre stations intégrées du domaine. Ce site, aussi appelé autrefois « Arc Pierre Blanche », a comme appellation officielle « Arc 1600 ». Malgré sa pente de 30 % et son espace restreint, le site a été choisi par Roger Godino pour roder les équipes techniques et pour la maîtrise du coût, avec un accès plus facile qu'à plus haute altitude. Pour Godino, c'est « un laboratoire de formation commune » avant de changer d'échelle sur les programmes prévus à Arc 1800.
Ont collaboré à ce projet de station : Pierre Faucheux, Charlotte Perriand, Robert Rebutato, Gaston Regairaz, Guy Rey-Millet, Bernard Taillefer, Alain-Jean Tavès, Jean-François Lyon-Caen, Catherine Salomon-Pelen, Yves Belmont.
Les architectes optent dès le début du projet, pour une station sans voitures. Les parkings, situés en contrebas, accueilleront les véhicules et les piétons pourront ainsi se déplacer librement à travers la station qui suit la courbe de niveau unique.

### Développement du site
À partir de 1967, la collaboration avec Charlotte Perriand réoriente le projet initial basé sur des tours d'habitations vers des immeubles dits "couchés" construits le long de la pente, ce qui permet de ne pas couper la vue vers la vallée.
Architecte et urbaniste, elle conçoit également le mobilier intérieur de la plupart des bâtiments :
En 1968, Hôtel et Résidence Les Trois Arcs (Gaston Regairaz, Guy Rey-Millet, Atelier d'architecture en montagne), Immeuble La cascade (Guy Rey-Millet, Agence d'architecture en montagne)
En 1969, Immeuble La Rive (Bernard Taillefer, Agence d'architecture en montagne)
En 1969 -1972, Hôtel de voyageurs Explorer Immeuble Versant Sud (Gaston Regairaz, Guy Rey-Millet, Atelier d'architecture en montagne)

### Histoire récente
En 2003, la station obtient le label « Patrimoine du XXe siècle » en Rhône-Alpes.